# Marie Ruprecht
Marie Ruprecht (* 14. Oktober 1975 in Grieskirchen) ist eine österreichische Bildende Künstlerin.

## Biografie
Marie Ruprecht stammt aus einer Künstlerfamilie. Sie ist die Tochter des österreichischen Malers Wolf Ruprecht und der Keramikkünstlerin Elfriede Ruprecht-Porod.
Ruprecht studierte von 1994 bis 2001 Experimentelle Visuelle Gestaltung und machte 2001 ihr Diplom bei Herbert Lachmayer an der Universität für künstlerische und industrielle Gestaltung in Linz.
Von 2002 bis 2005 folgte nach eigenen Angaben ein Doktoratsstudium bei Thomas Macho an der Universität für künstlerische und industrielle Gestaltung Linz. Seit 1994 arbeitet Marie Ruprecht in unterschiedlichen künstlerischen Disziplinen wie Malerei, Fotografie, Skulptur, Film und Rauminstallation. Ihre Werke werden in Galerien, auf Kunstmessen und in Museen gezeigt.
Marie Ruprecht ist gemeinsam mit Antonia Riederer Initiatorin und Leiterin des flexiblen Ausstellungskonzepts „Kunstsalon“.
Marie Ruprecht lebt und arbeitet in Aschach an der Donau.

## Mitgliedschaften
Sie ist Mitglied der Vereinigung Künstlerhaus, Gesellschaft bildender Künstlerinnen und Künstler Österreichs, der Vereinigung Kunstschaffender Oberösterreichs – bvoö / Galerie im Ursulinenhof im OÖ Kulturquartier, der Galerie Die Forum in Wels.

## Stipendien
- 1998: Erster Preis in der Kategorie Freie Kunst im Rahmen des internationalen Wettbewerbs Future.Vision.Work für junge Architekten, Designer und Künstler
- 1998: Erasmus Studienaufenthalt an der Universität der schönen Künste, Bilbao, Spanien.
- 2003: Auslandsatelier-Stipendium des österreichischen Bundeskanzleramtes in Fujino, Japan.
- 2006: SIM House AiR Stipendium, Reykjavík, Island
- 2006: LinzEXPOrt Förderstipendium der Stadt Linz[6]
- 2020: Atelierstipendium des Landes Oberösterreich

## Ausstellungen (Auswahl)

### Personale Ausstellungen
- 2001:Gedanken im Allgemeinen, keine Gedanken im Speziellen; Kunstraum Goethegasse XTD[7] – Linz, Austria
- 2003: Ausgewählte Arbeiten Künstlerhaus – Wien, Austria
- 2012: artVerwandt; Galerie Ruprecht[3] – Obermühl – Austria
- 2016: One thing in common; Galerie im Gwölb[8] – Haslach – Austria
- 2018: Über die Natur der Dinge – Kunstsalon (mit Antonia Riederer)[9] Ruprecht/Riederer in der Hipp-Halle Gmunden – Austria
- 2018: Zwischen den Dingen; Die Kunstschaffenden[10] – Austria
- 2019: Horizonte – Doppelausstellung (mit Antonia Riederer); Kunstforum Linz AG[11][12] Linz, Austria
- 2020: Alle Zeit der Welt III, Kunstsalon (mit Antonia Riederer)[13] Ruprecht/Riederer – Kunstverein Steyr, Schloss Lamberg – Steyr – Austria
- 2020: Alle Zeit der Welt II, Kunstsalon (mit Antonia Riederer)[14] Ruprecht/Riederer – Kulturmodell Bräugasse – Passau – Germany
- 2021: Tag & Nacht; Galerie im Lebzelterhaus[15] – Vöcklabruck – Austria
- 2023: Beziehungsweisen (mit Antonia Riederer): Studiogalerie der Kunstsammlung des Landes Oberösterreich,[16][17][18] – Austria
- 2023: Die Mitte ist Überall; Schloss Puchberg[19] – Austria
- 2024: Der Raum dazwischen; Museum Angerlehner[20] – Austria

### Beteiligungen
- 1996: warming up; Popup Galerie in der Ballgasse 6 in Kooperation mit der Galerie Hubert Winter, Wien; Kuratorin: Stella Rollig, Wien, Austria
- 1997: Panorama Linz; Galerie Griesgasse – Graz – Austria
- 1998: Work and Culture; Landesgalerie, Landesmuseum – Linz – Austria
- 1998: Ultraschall; München – Germany
- 1998: Medium – eine Welt dazwischen; Museum für Gestaltung Zürich[21]
- 1999: Surface, Galerie 5020 – Salzburg, Austria
- 2001: Best of 2001; Galerie MAERZ – Linz, Austria
- 2002: Best of 2002; Moviemento, Linz, Austria
- 2003: To Be Continued, Wien, Austria
- 2004 Nothing is not Nothing, International Documentary and Anthropology Film Festival Pärnu – Estland
- 2005: On the Wall, 2+2=8; Kliemsteinhaus, Salzamt, Linz – Austria
- 2006: Ausstellung des Artist-in-Residency-Programms der Association of Icelandic Visual Artists, SÍM, in Kooperation mit dem Reykjavik Art Museum. SIM house, Reykjavik, Iceland
- 2012: artVerwandt; Galerie Ruprecht[3] – Obermühl – Austria
- 2020: Mustermix; NöART Perchtoldsdorf[22] Gesellschaft für Kunst und Kultur – Kunstsalon Perchtoldsdorf – Austria
- 2021: Concept 2021; Czong Institute for Contemporary Art = CICA Museum[23][24] – Gimpo – Korea
- 2021: Tactile Sublime; Dodomu Gallery[25] – Brooklyn, New York, USA
- 2021: Eixo (virtuelle Ausstellung veranstaltet von der Galeria Eixo Riserva parallel zur jährlichen Kunstmesse in Rio de Janeiro) – Brasil
- 2021: Undertow; OpenArtExchange Gallery[26] – Schiedam – Netherlands
- 2022: Der Lauf des Lebens; Kunstsalon – Zwinger Schloss Hagenberg – Austria
- 2022: Fernweh; Die Kunstschaffenden: Galerie der Stadt Traun[27], Traun – Austria
- 2022: Im Maßstab #I; – Berchtoldvilla – Salzburg[28] – Austria
- 2023: Time to Imagine; Dokumentationszentrum für moderne Kunst Niederösterreich[29] – Austria

## Öffentliche Sammlungen
- Kunstsammlung des Landes Oberösterreich.[30]
- Kunstsammlung der Stadt Linz[31]